# Acroporium praelongum
Acroporium praelongum är en bladmossart som beskrevs av Hugh Neville Dixon 1935. Acroporium praelongum ingår i släktet Acroporium och familjen Sematophyllaceae. Inga underarter finns listade i Catalogue of Life.